# Til My Casket Drops
Til My Casket Drops — пятый студийный альбом рэпера C-Bo, выпущенный 24 февраля 1998 года на лейблах AWOL Records и на Noo Trybe Records. Дебютировал на 4-й строчке чарта Top R&B/Hip-Hop Albums и на 41-й строчке Billboard 200. Альбом содержит гостевые участия Spice 1, E-40, Big Syke, Outlawz, X-Raided, Killa Tay, Lunasicc и Mob Figaz. Также на альбоме содержится сингл «Money by the Ton» к которому также было снято видео. На данный момент, это самый чартовый альбом C-Bo.

## Список композиций
1. «Ride Til’ We Die» (при участии 151 & Mob Figaz) — 4:31
2. «Deadly Game» (при участии X-Raided) — 4:55
3. «Major Pain & Mr. Bossalini» (при участии Spice 1) — 4:30
4. «Money by the Ton» (при участии Mississippi) — 4:08
5. «40 & C-Bo» (при участии E-40) — 3:49
6. «Hard Labor» (при участии Outlawz & Big Lurch) — 4:31
7. «Raised In Hell» (при участии Big Syke) — 4:22
8. «Can We All Ball» (при участии Killa Tay & JT the Bigga Figga) — 3:43
9. «Desperado Outlaws» — 4:31
10. «Real N**gas» (при участии Mob Figaz) — 4:31
11. «Professional Ballers» (при участии Marvaless, Pizzo, Mac Mall, JT the Bigga Figga & Killa Tay) — 4:22
12. «Big Gangsta» (при участии Laroo, Lil Bo & Mob Figaz) — 5:31
13. «All I Ever Wanted» (при участии Lunasicc & 151) — 4:37
14. «Boo Yow!» (при участии X-Raided) — 3:51
15. «No Pain No Gain» (при участии Lunasicc & Laroo) — 4:38
16. «Til My Casket Drops» — 4:12
17. «357» (при участии X-Raided) — 4:05

## Позиции в чартах
| Чарт (1998)                           | Высшая позиция |
| ------------------------------------- | -------------- |
| U.S. Billboard 200                    | 41             |
| U.S. Billboard Top R&B/Hip-Hop Albums | 4              |